# Mycterus curculioides
|                                                                       |                                                                       |                                                                       |                                     |                                     |                                     |
| Abb. 1 Seitenansicht                                                  | Abb. 1 Seitenansicht                                                  | Abb. 2 Vorderansicht                                                  | Abb. 2 Vorderansicht                | Abb. 3 auf Reseda                   | Abb. 3 auf Reseda                   |
|                                                                       |                                                                       |                                                                       |                                     |                                     |                                     |
| Abb. 4 A: Unterlippe mit Lippentaster B: Unterkiefer mit Kiefertaster | Abb. 4 A: Unterlippe mit Lippentaster B: Unterkiefer mit Kiefertaster | Abb. 4 A: Unterlippe mit Lippentaster B: Unterkiefer mit Kiefertaster | Abb. 5 a: Kopf Abb. 5 b: Vorderbein | Abb. 5 a: Kopf Abb. 5 b: Vorderbein | Abb. 5 a: Kopf Abb. 5 b: Vorderbein |

Mycterus curculioides ist ein Käfer aus der Familie der Haarscheinrüssler.  Er ist zuweilen auch bekannt unter den Namen Rüsselkäferartiger Nasenkäfer oder Trompetenkäfer.
Die Gattung Mycterus ist in Europa mit drei Arten vertreten, die auf zwei Untergattungen verteilt werden. Weltweit umfasst die Gattung neun Arten. Die Art Mycterus curculionides ist in den Roten Listen von Deutschland und Bayern unter der Kategorie 1 (vom Aussterben bedroht) geführt. Er zeichnet sich durch seine einzigartigen Verteidigungsmechanismen aus. Bei Bedrohung erzeugt er ein trompetenähnliches Geräusch, um Feinde abzuschrecken oder Artgenossen zu alarmieren. Zudem setzt er bei Zertreten eine chemische Substanz frei, die einen unangenehmen Geruch verströmt, um potenzielle Feinde abzuwehren. Diese Anpassungen ermöglichen es dem Trompetenkäfer, erfolgreich in seiner Umgebung zu überleben.

## Bemerkungen zum Namen
Der Namensteil „Scheinrüssler“ des Familiennamens Haarscheinrüssler bringt zum Ausdruck, dass die Tiere wie die Rüsselkäfer einen Rüssel besitzen, aber sich grundsätzlich von den Rüsselkäfern unterscheiden. So ist bei ihnen im Unterschied zu den Rüsselkäfern die Oberlippe nicht zurückgebildet, die Fühlerenden nicht keulig verdickt, und die Anzahl der Tarsenglieder ist bei den Rüsselkäfern anders.
Der Käfer wurde 1781 erstmals von Fabricius unter dem Namen Rhinomacer curculioides beschrieben. Fabricius setzt die Gattung Rhinomacer hinter die Gattung Curculio. Die lateinische Beschreibung der Art beginnt bei Fabricius mit den Worten statura omnino curculionis (lat  die Gestalt völlig die eines Rüsselkäfers). Dies erklärt den Artnamen curculioidēs  (von curcūlio, Rüsselkäfer und altgr. ειδής „eidēs“ für „ähnlich“). 1803 ersetzt Olivier aus Versehen in einer Enzyklopädie den Artnamen curculioides durch curculionoides, indem er Fabricius falsch zitiert (fr. Rhinomacer curculionoide (Rhinomacer curculionoides Fab.)). Olivier selbst benutzt 1807 wieder die Schreibweise curculioides, aber andere Autoren (Latreille, Illiger und andere) übernehmen den Artnamen curculionoides. In der Folgezeit ist das Synonym curculionoides für den Artnamen üblicher als curculioides. Der Gattungsname Rhinomacer (von altgr. ρίς, ρινός  „rhis rhinos“ für „Nase“ und lat. „mácer“ für „dünn“) bezieht sich auf die schlanke rüsselartige Verlängerung des Kopfes. Fabricius Gattungsname ist ein jüngeres Homonym, derselbe Name war schon 1762 von Geoffroy und 1764 von Müller für eine andere Käfergattung vergeben worden (die heute Cimberis genannt wird).
Clairville und  Schellenberg spalten 1792 die Gattung Rhinomacer und führen ohne Angabe der Etymologie für den Namen die Gattung Mycterus ein. Nach Schenkling ist Myctērus von altgr. μυκτήρ, μυκτήρος „myktēr, myktēros“ für „Nase“ abgeleitet. Die Art selbst wird von Clairville Mycterus griseus genannt und damit ein weiteres Synonym geschaffen. Die Art wird bei Clairville in die Familie der Rüsselkäfer gestellt. Später wird die Gattung verschiedenen Familien zugeteilt, beispielsweise zu den Bockkäfern, den Weichkäfern, danach zu den Drachenkäfern in die Unterfamilie Mycterinae, die heute als selbständige Familie Haarscheinrüssler betrachtet wird.

## Beschreibung des Käfers
Der walzenförmige Käfer variiert in seiner Größe und Färbung stark. Er wird ohne Rüssel sechs bis zwölf Millimeter lang. Solange der Käfer frisch ist, ist er oberseits zottig gelblich grau anliegend behaart und gelblich bestäubt. Bei älteren Tieren kommt durch Abreibung zunehmend die schwarze Grundfarbe zum Vorschein, so dass die Tiere gelb, grau, einfarbig oder fleckig erscheinen können.
Der Kopf ist flach und fein punktiert. Die Verengung zu einem Rüssel erfolgt abrupt direkt vor den Augen. Der fast kahle Rüssel ist etwa halb so lang wie der Brustschild, und gut doppelt so lang wie breit mit annähernd parallelen Seiten  Beim Männchen ist er etwas länger als beim Weibchen. Er trägt drei Längsrippen, wovon die mittlere am schwächsten ausgebildet ist. Die zwei zwischen den Rippen liegenden parallelen Rinnen setzen sich auf der Stirn fort und laufen über den Augen auseinander. Die Oberkiefer sind von oben kaum sichtbar. Sie enden an der Spitze gespalten. Der Kiefertaster (Abb. 4B) ist viergliedrig, das Kiefertasterendglied ist beilförmig. Der dreigliedrige Lippentaster ist klein, das Endglied am größten, aber weder dreieckig noch abgestutzt (Abb. 4A). Die schwarzen, fadenförmigen Fühler (Abb. 5 a) sind auf halber Länge des Rüssels seitlich der äußeren Längsrippe eingelenkt. Sie bestehen aus elf etwas abgeflachten, nach außen wenig dicker werdenden Gliedern. Sie sind etwa gleich lang, nur das dritte Glied ist länger. Die Glieder sind nicht exakt in die Spitze des vorhergehenden Fühlerglieds eingelenkt, sodass sie den Eindruck vortäuschen, die Fühler seien gesägt. Der vordere Teil des letzten Fühlerglieds ist etwas abgeschnürt und kann deswegen ein weiteres Fühlerglied vortäuschen (Abb. 2). Der Fühler erreicht kaum den Hinterrand des Halsschilds. Die seitenständigen Augen sind rund, groß, und stark gewölbt. Rund um die Augen ist das Exoskelett ringartig erhöht (Abb. 5a). Die Stirn ist zwischen den Augen eineinhalb mal so breit wie ein Augendurchmesser.
Der Halsschild erweitert sich nach hinten glockenförmig. Er ist fast so lang wie an der Basis breit. Die Basis ist gegenüber dem Schildchen am weitesten nach hinten gezogen, seitlich davon ist die Basis seicht nach innen gekrümmt. Der Halsschild ist unregelmäßig grob punktiert. Die Basis ist schwach und niedrig gerandet und geriffelt. Vor der Mitte der Basis befindet sich eine kurze Längsfurche.  Am Basalrand des Halsschildes liegt jederseits etwa zwei Drittel der Basisbreite von der Längsfurche entfernt ein kleines Punktgrübchen.
Das  Schildchen ist queroval bis viereckig. Es ist behaart und grob punktiert und ragt über das Niveau der Flügeldecken hinaus.
Die gewölbten Flügeldecken sind an der Basis gleich breit wie die Halsschildbasis. Sie sind an den Schultern verbreitet und dort kurz längs eingedrückt. Hinter den Schultern verlaufen sie etwa parallel. Sie enden gemeinsam verrundet. Sie sind unregelmäßig grob und dicht reibeisenartig punktiert. Sie erscheinen querrunzelig, es ist aber keine Streifung erkennbar. Die Seiten sind gerandet, von oben betrachtet ist der Rand bis zu den Schultern sichtbar.
Die Unterseite ist dicht grausilbrig behaart (Abb. 1).
Die Beine sind eher zierlich. Die Haarscheinrüssler gehören zu den Heteromeren, die Hintertarsen sind also viergliedrig, während die übrigen Tarsen fünfgliedrig sind. An den Vorderbeinen ist das vorletzte Glied der Tarsen das längste Glied (Abb. 5 b), an allen Tarsen ist das vorletzte Glied herzförmig verbreitert und gespalten. Die Klauen sind an der Basis zu einem breiten Zahn erweitert. Die beiden ersten sichtbaren Hinterleibssternite sind miteinander verwachsen. Das letzte Hinterleibssegment ist beim Weibchen kurz und breit und weist vor dem Ende eine Querfurche auf. Beim Männchen ist es schmal und etwas aufgebogen. Außerdem befindet sich beim Männchen am zweiten Sternit ein rostrot behaarter Höcker.

## Biologie
Man findet den wärmeliebenden Käfer in Mitteleuropa an Wärmehängen und sonnigen Flussauen auf Blüten, häufig auf Doldenblütlern, aber auch auf blühenden Büschen. In einer spanischen Auswertung von Funddaten werden knapp 60 % Doldenblütler genannt, gefolgt von 13 % Korbblütlern, und jeweils je knapp zehn Prozent Wolfsmilchgewächsen und Zistrosengewächsen. Die restlichen Funde sind auf weitere vier Pflanzenfamilien verteilt. Die Larven entwickeln sich unter der Rinde vorgeschädigter Kiefern. Auch die Funde auf der Iberischen Halbinsel stammen sowohl von feuchten als auch von trockenen Biotopen. Sie liegen in der Zeit vom späten Frühjahr bis zum Frühsommer.

## Verbreitung
Die Art kommt am häufigsten am westlichen Mittelmeer vor (Spanien, Portugal, Italien, Balearen, Nordafrika). Sie kommt jedoch auch wesentlich weiter nördlich und östlich vor, doch ist dort das Vorkommen sehr lückenhaft (Britische Inseln, Ungarn, Griechenland Lettland, Südrussland). In der Region um Luckenwalde in Brandenburg gab es nur wenige alte Meldungen, die aus dem Ende des 19. und Anfang des 20. Jahrhunderts stammten. Im Sommer 2020 fanden Experten im dortigen Naturschutzgebiet Forst Zinna Jüterbog-Keilberg in einer Holzkäferfalle zwei Exemplare. Experten vermuten, dass es sich um eine Reliktpopulation handelt, die mehr als 100 Jahre in der Region überlebt hat. Das Gebiet wurde seit dem 19. Jahrhundert bis zur Wende militärisch genutzt und könnte zu allen Zeiten geeignete Habitate vorgehalten haben.